# Forests de pluja de Luzon
La forest de pluja o selva tropical pluvial de Luzon és una forest humida de fulla ampla que conté les terres baixes (per sota dels 1000 m) de l'illa de Luzon i les selves montanes situades en diverses muntanyes volcàniques i no volcàniques de l'illa. La selva tropical comprèn aproximadament 95.571 quilòmetres quadrats sobre els 109.965 quilòmetres quadrats de la superfície total de l'illa de Luzon.
Luzon és l'illa més gran i més septentrional de les Filipines, situada a l'oceà Pacífic occidental. Tot i que es tracta de l'ecoregió forestal tropical més extensa de les Filipines, queda molt poc de les originals selves tropicals. Es considera una part de l'ecoregió de la selva tropical de Luzon són les illes Batanes i Babuyan al nord, les illes Catanduanes i Polillo a l'est i Marinduque al sud-oest. L'estat d'aquesta àrea és crític / en perill d'extinció.

## Geografia
Luzon mai ha estat connectada a Àsia continental. Fins i tot quan els avenços glacials durant el Plistocè van fer que els nivells del mar caiguessin més de 100 metres a tot el món, això només va connectar Luzon a les illes modernes de Polillo, Marinduque i Catanduanes. Fa almenys 15 milions d'anys, la fricció entre les plaques tectòniques australianes i asiàtiques i l'activitat volcànica van crear parts de les terres altes de Luzon, que durant els propers deu milions d'anys es van transformar en la seva forma moderna. Aquest llarg període d'aïllament i complexa geografia interna és la causa principal de la gran biodiversitat i alt grau d'endemisme que es troba a l'illa de Luzon.

## Hàbitat

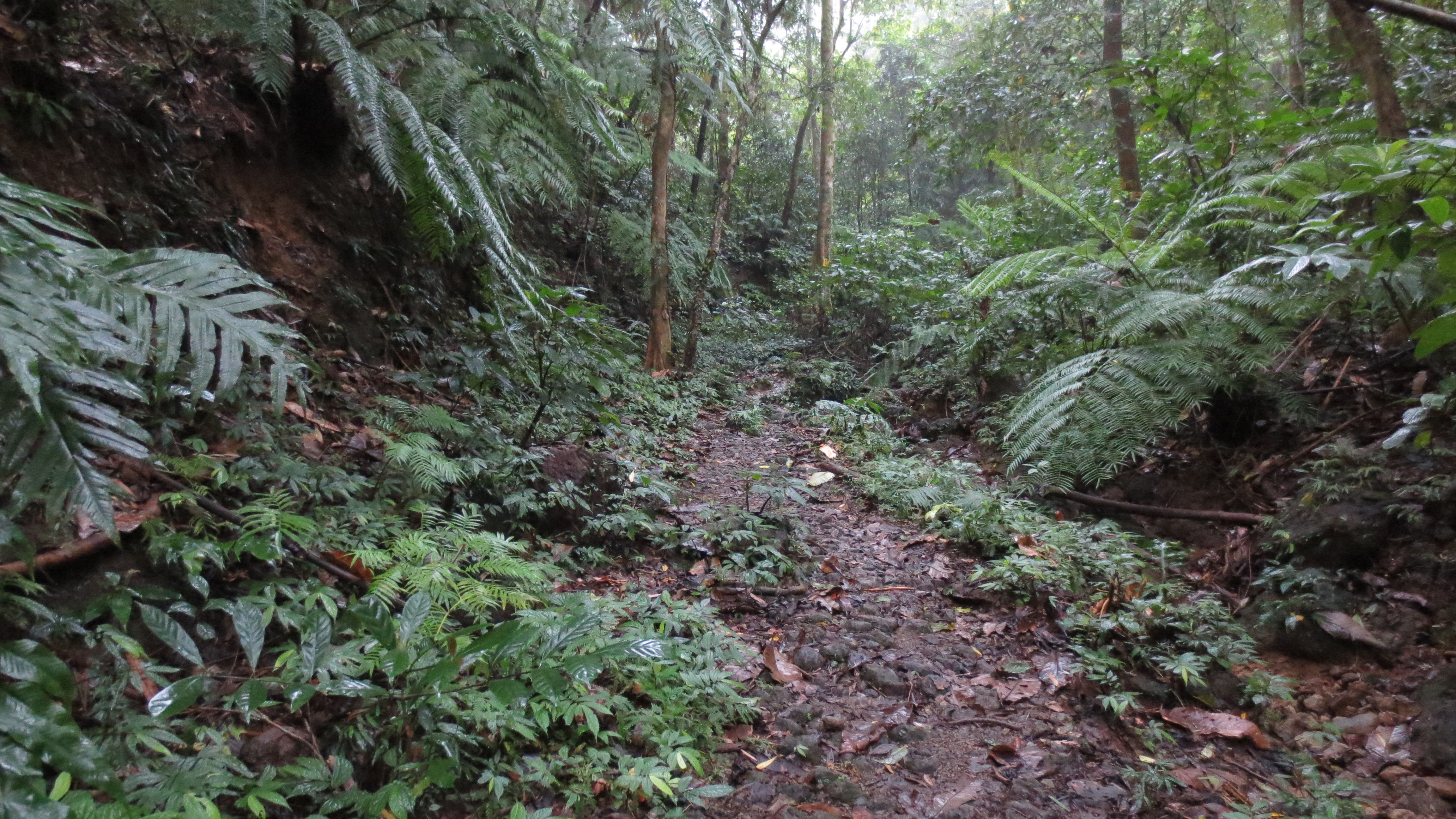
Forest pluvial al Puig Makiling

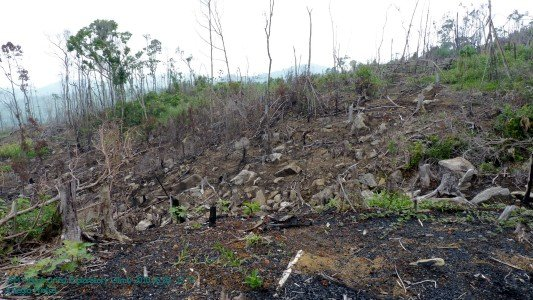
Destrucció d'una part de forest de terra baixa en la Sierra Madre.

La selva tropical de les terres baixes abasta totes les àrees per sota dels 1.000 metres d'altitud. Bona part de la selva de terra baixa ha estat destruïda per activitats de desforestació humana.

## Biodiversitat
Hi ha si més no, 31 espècies de mamífers endèmiques a l'illa de Luzon. El seixanta-vuit per cent de tots els mamífers no voladors coneguts nadius de l'ecoregió són endèmics (23 de 34).

### Flora
Els arbres dipterocarpis amb amplis contraforts dominen aquesta zona. Aquests arbres són massius, creixen fins a 60 metres d'alçada amb diàmetres d'entre 1 i 2 metres. Vatica pachyphylla és una espècie arbòria en perill d'extinció que és endèmica de l'ecoregió.
Els boscos madurs de terra baixa solen tenir una alçada desigual de la marquesina. Els ratans (subfamília Calamoideae) i les lianes creixen a la planta baixa i reben la llum que necessiten per prosperar a través de les zones ombrejades. Generalment hi ha una gran quantitat de sotabosc herbaci, amb falgueres epífites i orquídies que creixen a les gruixudes branques dels arbres alts.

### Fauna
L'àguila filipina (Pithecophaga jefferyi) és la segona àguila més gran del món que es troba principalment a la serralada Sierra Madre de Luzon. Els boscos primaris de les zones baixes de les Filipines han estat fortament desforestats, i l'àguila filipina necessita que aquesta zona per reproduir-se, car fa niu en grans arbres i caça preses que hi viuen. L'àguila està restringida a les illes de Luzon, Samar, Leyte i Mindanao. Els intents de reproducció en captivitat no han tingut èxit i es calcula que resten menys de 700 individus.

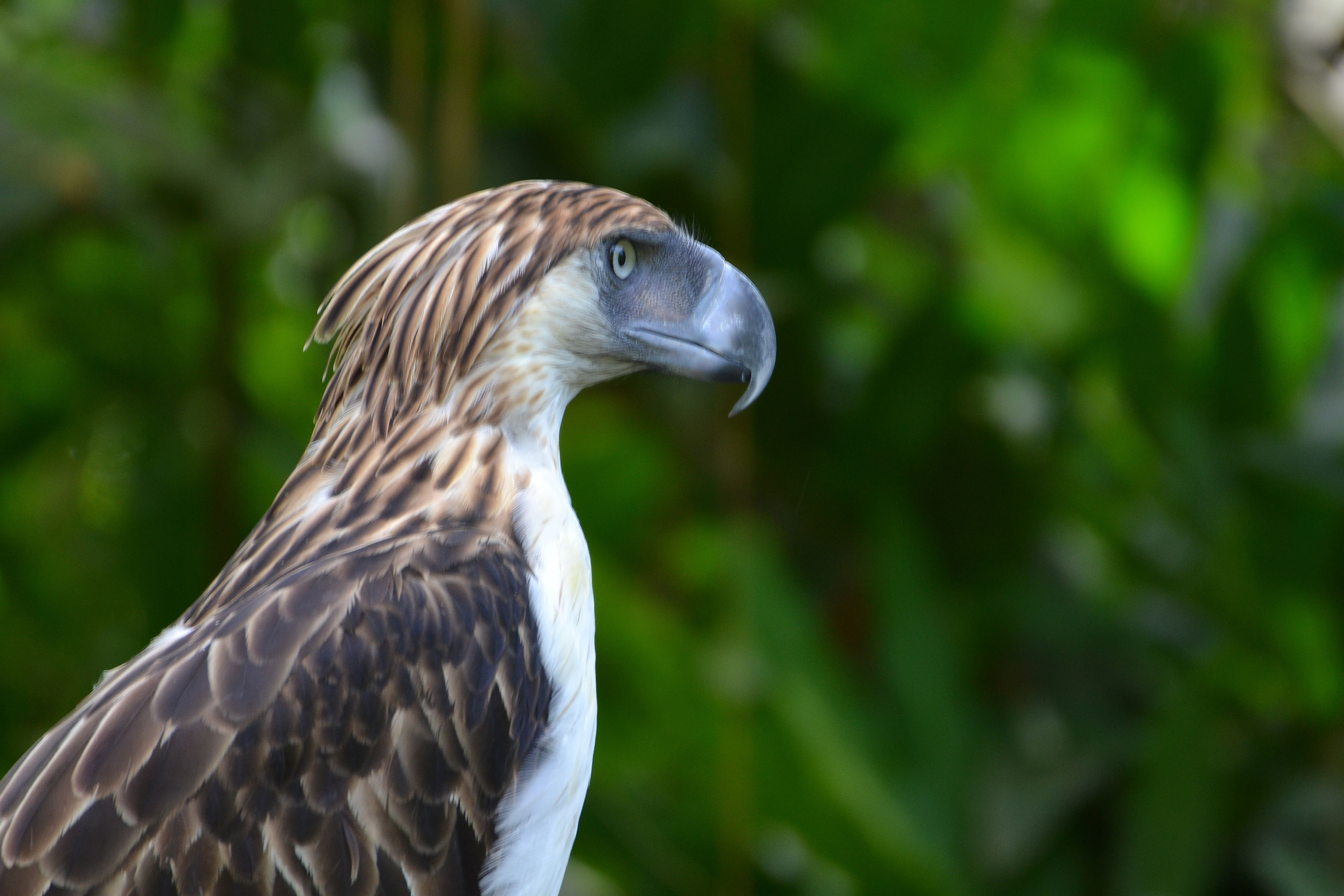
Àguila filipina en captivitat

Sovint anomenada serp de Myer en honor del doctor George S. Myers, el gènere Myersophis representat només per l'espècie alpestris és una serp que només es troba a les terres altes del nord de Luzon.
Al voltant del seixanta-vuit per cent de tots els rèptils autòctons són endèmics de la zona (uns 160 de 235). El cocodril filipí, Crocodylus mindorensis, és un cocodril d'aigua dolça que es considera el cocodril més amenaçat del món i endèmic de la zona; només es troba a Mindanao, Negros i Luzon. El 1982 les poblacions salvatges van assolir entre 500 i 1000 individus. El 1995, aquest nombre va disminuir a només 100 individus. El descobriment d'una població d'aquest cocodril a la Sierra Madre septentrional a Luzon dona esperança per a la seva conservació. Un actiu en la conservació de Crocodylus mindorensis és el Projecte d'observació i conservació de la rehabilitació del cocodril (CROC) de la Fundació Mabuwaya.
La serralada Sierra Madre dona esperança a molts altres animals amenaçats en proporcionar una de les àrees més grans de la selva tropical intacta a les Filipines, mantenint així un nivell natural elevat de biodiversitat. En aquesta ubicació es troben moltes espècies d'aus amenaçades.
Recentment, una proclamació presidencial va establir el paisatge protegit de Quirino que abastava 206.875 hectàrees al nord-est de Luzon. També hi ha el paisatge protegit de Quezon, que abasta uns 164 km de selva de terra baixa al sud de les Sierra Madre. Segons el Fons Mundial de la Vida Silvestre, la selva tropical de Luzon no és una zona de preservació prioritària.